# Untappd
Untappd és una xarxa social que permet als seus usuaris fer check-ins de cerveses a mesura que les consumeixen i compartir aquests check-ins i la seva localització amb els seus amics. Untappd també inclou diferents funcionalitats que permeten als usuaris qualificar la cervesa que estan bevent, realitzar un petit comentari o opinió, aconseguir medalles, compartir les imatges de les seves cerveses i rebre suggeriments automàtics d'altres similars.
Actualment, Untappd permet vincular les contes de Twitter i Facebook dels seus usuaris per a compartir els check-ins i obtenir les ubicacions a Foursquare.
El 17 de gener de 2014 es va anunciar que Untappd va superar la barrera del milió d'usuaris.

## Història
El 15 de gener de 2016, Untappd va anunciar que es convertiria en una subsidiària de Next Glass, una aplicació que permet puntuar cerveses i vins, i ofereix a l'usuari suggeriments d'acord amb els seus gusts. Ambdues companyes van recordar que les seves aplicacions continuarien sent independents, però que es beneficiarien d'una millor integració de dades.